# Everything Everything
Everything Everything es un grupo inglés de indie rock, creado a finales de 2007. Sus integrantes son de Newcastle, Kent y Guernsey. La banda saltó a la fama cuando se dieron a conocer en el programa “Sound of 2010”, de la BBC el 7 de diciembre de 2009. Debutaron con el álbum “Man Alive” gracias Geffen Records el 30 de agosto de 2010, donde se colocaron en el número 17 en Reino Unido.

## Carrera
Everything Everything lanzó su primer sencillo "Suffragette Suffragette" el 1 de diciembre de 2008 a través de XL Recordings solamente en formato 7’’ vinilo. Más tarde, le siguió el sencillo "Photoshop Handsome" el 25 de mayo de 2009 (disponibles solamente en 7" vinilo). En otoño del 2009, el grupo musical lanzó "My Kz, Ur Bf" también mediante vinilo, pero esta vez con la etiqueta de la discográfica Young & Lost Club. Estos tres singles estuvieron acompañados de videos musicales, hecho, enteramente, por los componentes de la banda.
Haciendo el longlist el 7 de diciembre de 2009, para “Sound of 2010”, una encuesta creada cada año, prediciendo a los artistas que serán punteros el año próximo. No mucho después de su nominación en “Sound of 2010” firmó con la discográfica Geffen antes de lanzar el sencillo “Schoolin'” el 10 de junio de 2010 en formato CD, descarga digital y también como vinilo 7’’. El sencillo se convirtió en el primero en hacer tal impacto en las listas, debutando en el número 152. El primer álbum, llamado “Man Alive” se confirmó para ser lanzado el 30 de agosto de 2010, el cual fue precedido por la reedición del tema "My Kz, Ur Bf", el cual fue salió a la luz el 23 de agosto de 2010, posicionándose en las listas inglesas en el número 212. Su primer álbum fue lanzado una semana después, debutando en las listas inglesas en el número 17, recibiendo grandes elogios por parte de la BBC.

## Miembros de la banda
Los miembros de la banda de “Everything Everything” son: 
- Jonathan Higgs – Vocalista, guitarra y teclado
- Jeremy Pritchard – Bajo, teclado y voz.
- Alex Robertshaw – Guitarra, teclado y voz.
- Michael Spearman – Batería y voz.

## Discografía

### Álbum de estudio
| Man Alive                                                 | - Released: 27 de agosto de 2010 - Label: Geffen - Formats: CD, Digital Download, Vinyl  | 17 | —  |
| Arc                                                       | - Released: 14 de enero de 2013 - Label: Sony RCA - Formats: CD, Vinyl, Digital Download | 5  | 37 |
| "—" denotes album that did not chart or was not released. |                                                                                          |    |    |

### Versiones extendidas
| Title        | Details                                                                                          |
| ------------ | ------------------------------------------------------------------------------------------------ |
| Schoolin'    | - Released: 7 de julio de 2010 - Label: Vinyl Junkie Recordings - Formats: CD, Digital Download  |
| MY KZ, UR BF | - Released: 16 de abril de 2011 - Label: Vinyl Junkie Recordings - Formats: CD, Digital Download |

### Singles
| "Suffragette Suffragette"                                  | 2008 | —   | Man Alive |
| "Photoshop Handsome"                                       | 2009 | 129 | Man Alive |
| "MY KZ, UR BF"                                             | 2009 | 121 | Man Alive |
| "Schoolin'"                                                | 2010 | 152 | Man Alive |
| "Cough Cough"                                              | 2012 | 37  | Arc       |
| "Kemosabe"                                                 | 2013 | 48  | Arc       |
| "Duet"                                                     | 2013 | —   | Arc       |
| "—" denotes single that did not chart or was not released. |      |     |           |

## Premios y nominaciones
En 2009 fue nominado al “BBC’s Sound of…”. En el 2011 fue nominado al “XFM New Music Award”, al “Shockwaves NME Awards” y el “South Bank Sky Arts Awards” el cual ganó esta banda inglesa.